# Bakede

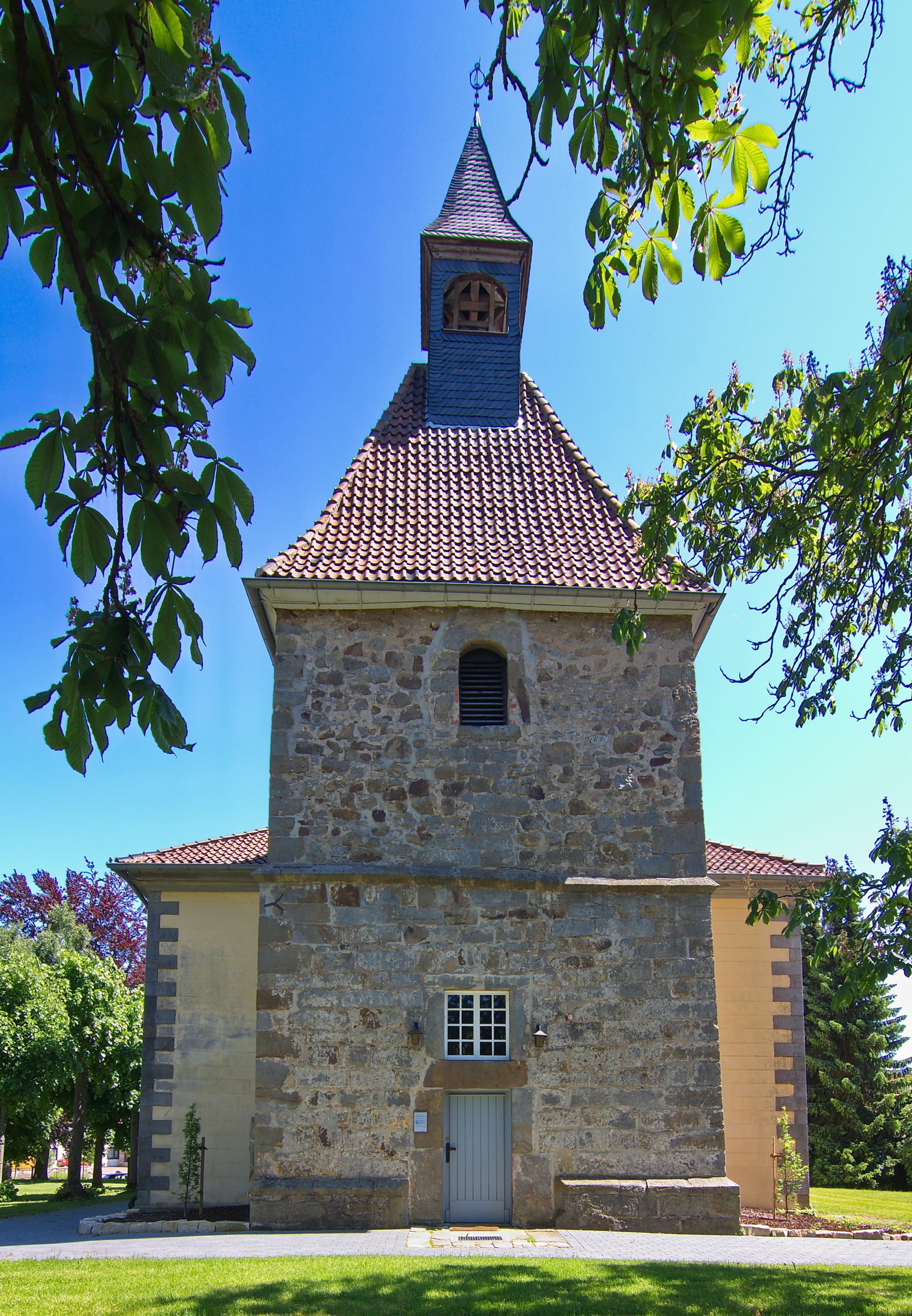
Turm der St.-Nicolai-Kirche

Bakede ist einer von 16 Ortsteilen der Stadt Bad Münder am Deister (Landkreis Hameln-Pyrmont,  Niedersachsen).

## Geografische Lage
Bakede liegt westlich der Stadt Bad Münder am Deister im Weserbergland am Fuß des Süntel. Nächstliegende Nachbarortsteile sind im Norden Beber und Egestorf am Süntel, im Osten Böbber und im Süden Hamelspringe. Durch den Ort verläuft die K73 von Beber nach Hamelspringe, die anschließend als K72 zum Stadtzentrum Bad Münder führt.

## Geschichte
Erste Erwähnung fand der Ort als Badukun im Jahr 1033 in einer Urkunde Kaiser Konrads II. Die Bezeichnung wandelte sich über das mundartliche Bake zum heutigen Bakede.
Die Kirche in Bakede wurde erstmals im Jahr 1277 erwähnt. Die im 14. Jahrhundert erbaute St.-Nicolai-Kirche musste 1820 wegen Baufälligkeit bis auf den Turm abgerissen werden. Der Baumeister Ludwig Hellner fügte 1828/29 eine Hallenkirche im klassizistischen Stil an.
Das Dorf Bakede wurde am 1. Januar 1973 durch die Gebietsreform mit 15 weiteren Orten zur Stadtgemeinde Bad Münder vereinigt.
2017 hat Bakede den Kreisentscheid des Dorfwettbewerbs „Unser Dorf hat Zukunft“ gewonnen.

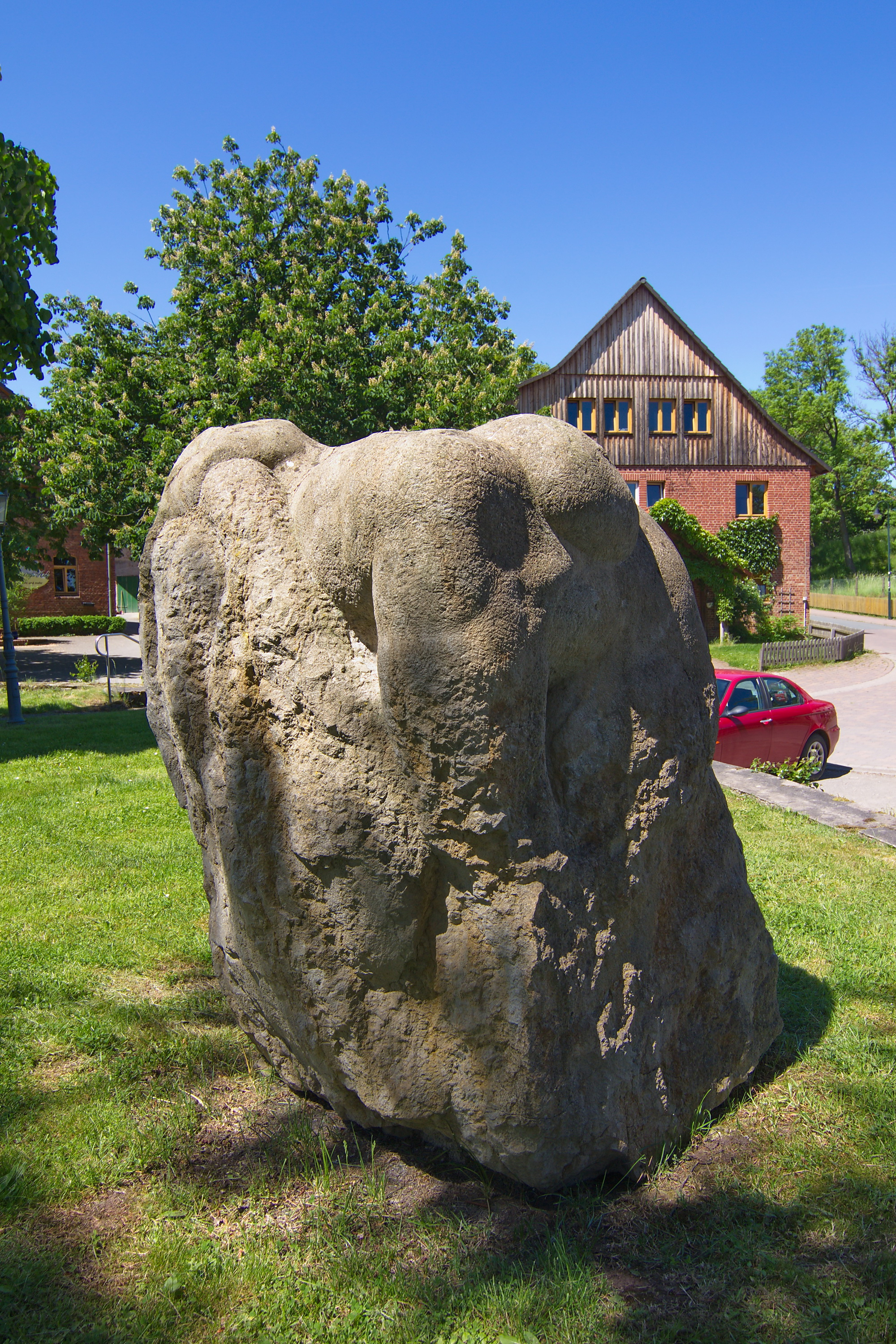
Skulptur am Weg der Sinne
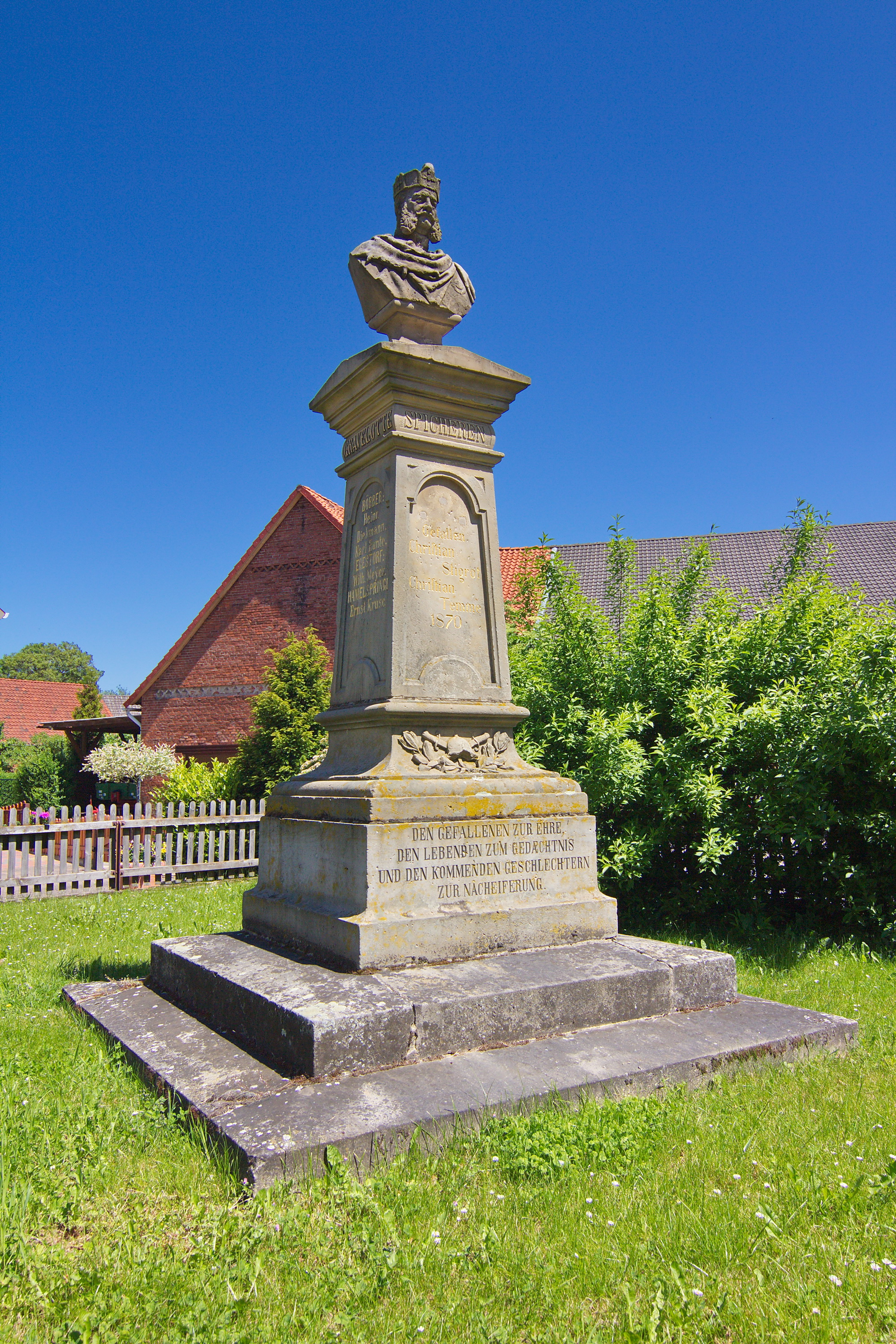
Kriegerdenkmal
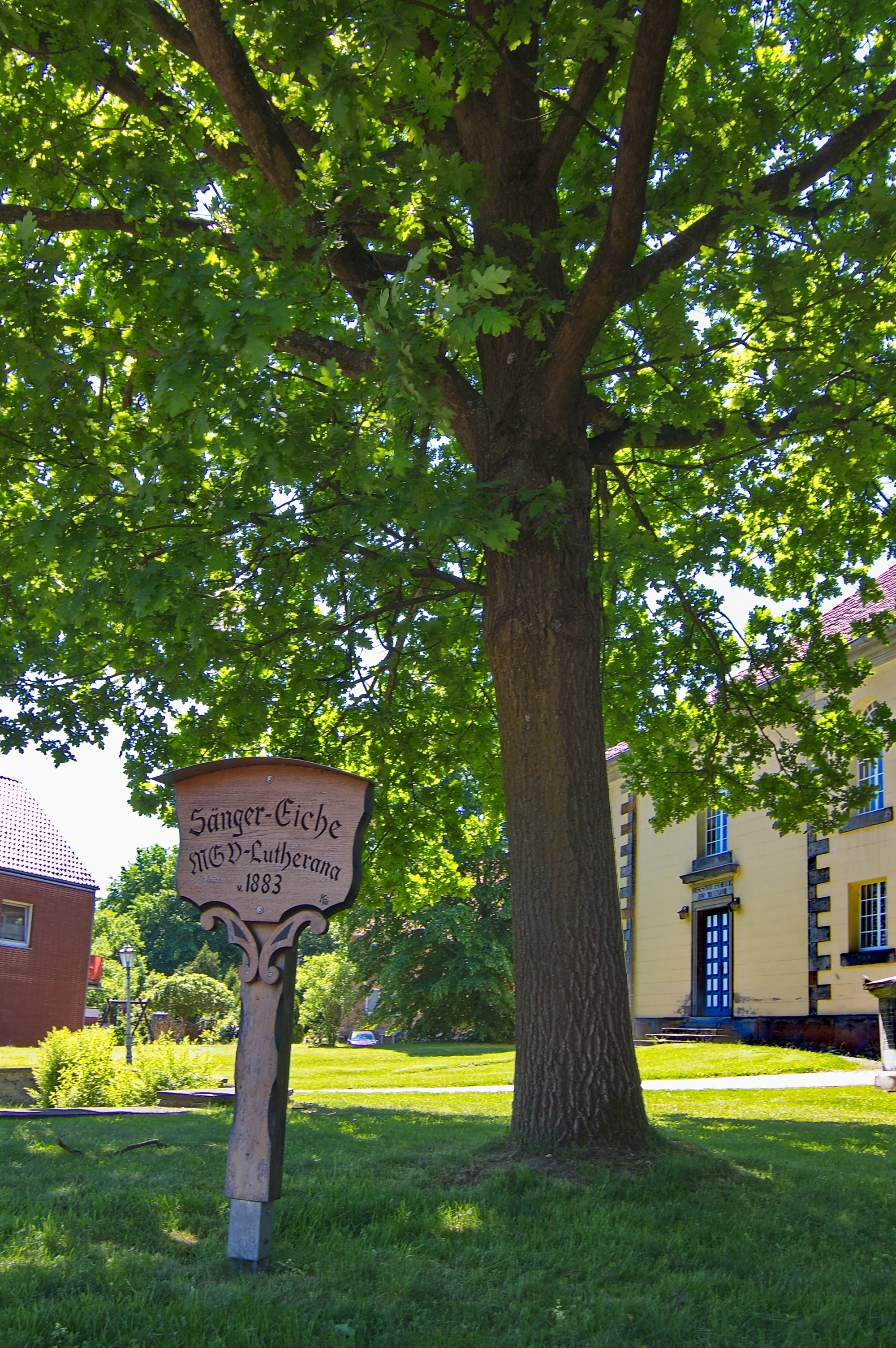
Sängereiche von 1883
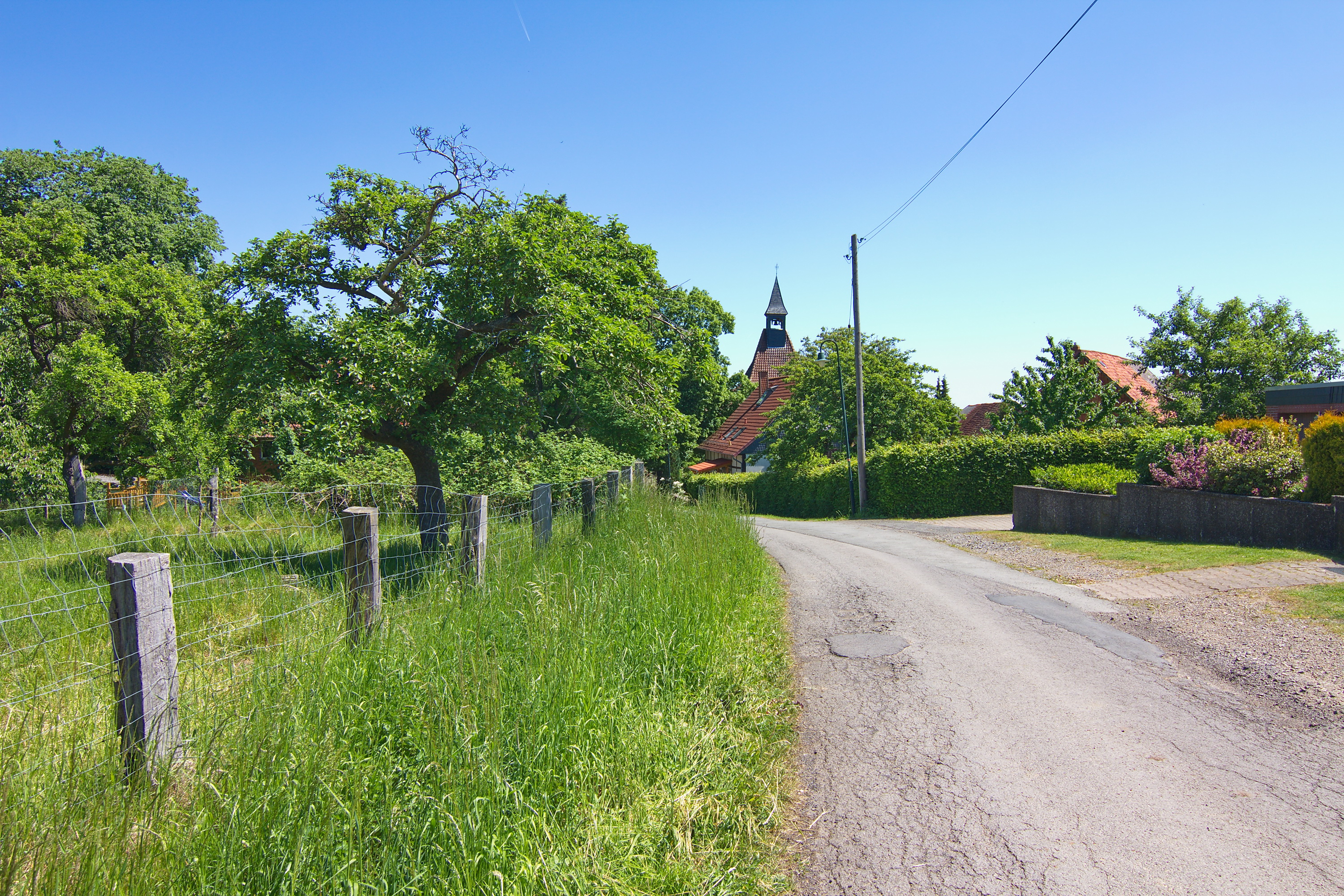
Ortsblick

### Herkunft des Ortsnamens
Alte Bezeichnungen sind 1033 Bodukvn, 1264 de bodeke, 1277 (zu) Bodeken, 1286 Bodike, 1465 Bakede, 1465 to Badeke, Badeke; 1470 Clawes van Badeke, 1551 in unßerm dorffe Bakede, 1577 zu Badeke, 1581 Baake, 1609 in der Badecker Feldmarcke, 1609 auf den Bedecker Winckel, ab 1750 Bakede.
Die Deutung des Ortsnamens hat mit großer Wahrscheinlichkeit von dem Beleg des Jahres 1033 auszugehen. Seit 1465 verändert sich etliches im Namen: das -o- verändert sich zu -a. Die Form Bakede setzt sich erst in allerjüngster Zeit offenbar durch Schreibung angeblich älterer und verlässlicherer Formen durch. Ein Eintrag im Kirchenbuch von 1777 besagt: „Der wahre Name dieses Dorfes ist nach den alten Urkunden Badeke. Pastor Barkhausen schrieb ihn, wie er gemeiniglich gesprochen wird, Bahke und Pastor Steckelmann Backe. Er und Pastor Volger setzten noch -de hinzu und machen Backede.“

## Politik
Bakede hat einen gemeinsamen Ortsrat mit den Nachbarorten Böbber und Egestorf.
Ortsbürgermeister ist Uwe Kühn (SPD).

## Wirtschaft und Infrastruktur
Bakede hat einen Kindergarten und eine zweizügige Grundschule. Weiterhin gibt es einen Supermarkt, ein Bistro, ein Café, Sparkasse sowie Volksbank. Es gibt diverse Vereine für unterschiedlichste Interessen, die das Dorfbild prägen und eine aktive Dorfgemeinschaft pflegen.
In Bakede ist der Sitz der Filmwelt Collection, der weltweit größten Sammlung von Science-Fiction- und Star-Trek-Exponaten. Mit Unterstützung der Gemeinde und Förderung der EU entsteht ab 2018 ein Museum mit Filmwerkstatt und Filmarchiven auf einer Fläche von 1200 Quadratmetern.

## Kultur und Sehenswürdigkeiten
- Die im 14. Jahrhundert erbaute St.-Nicolai-Kirche.
- Den vom Künstler Hugo Kükelhaus gestalteten Weg der Sinne, auch „Erlebnispfad“ genannt
  - Bakede hat einen „inneren Weg der Sinne“, überwiegend im Ort. Der „äußere Weg der Sinne“ ist rund 4 km lang.
- Erlebnispfad (2001)
  - Der Erlebnispfad ist in den großen „Weg der Sinne“ integriert. Er ist zwischen dem Bodental und den Benser Eichen angelegt und hat eine Länge von 280 m und einen Höhenunterschied von ca. 50 m. Sieben Stationen laden zum Mitmachen und zum Lernen ein. Der Erlebnispfad wurde durch den Bürgerverein in ehrenamtlicher Arbeit erstellt. Die Freiwilligen haben dafür nur sieben Monate benötigt. Auf dem höchsten Punkt bilden die „Benser Eichen“. Hier gibt es einen tollen Blick über das Deister-Süntel-Tal.
  - Panorama-Knick / Platz der Generationen
    - Mit Windharfe, Klimawaage, Klangschalen und einer lebendigen Sonnenuhr ein Platz zum Entdecken und zum Staunen
    - Picknick-Tische mit Blick (bei gutem Wetter) bis zum Steinhuder Meer
    - Der Platz der Generationen wurde am 20. November 2021 im NDR Fernsehen beim Roten Sofa, Rubrik „Mein Lieblingsplatz“ vorstellt.
- Handwerkermuseum
  - Aufgebaut durch den Bürgerverein in einer ehemaligen Scheune. Es gibt eine vollständige Schuhmacherwerkstatt, eine Hausschlachterei, eine Stellmacherei/Tischlerei sowie eine Stube mit bäuerlichen Gerätschaften.
- Süntelturm und Süntelgeist
  - Die Grundsteinlegung erfolgte 1899. Der bekannte Dichter und Schriftsteller Hermann Löns begleitete diesen. Vom Süntelturm aus kommen kann man die Aussicht genießen. Weserbergland bis Solling, Volger, Ith, Hohenstein, Steinhuder Meer und Deister können entdeckt werden. Bei klarem Wetter ist auch der Harz zu sehen. Den Süntelturm erreicht man von Bakede aus Richtung Bensen, auf dem Kammweg (Schutzhütte) der vom Süntelturm zum Hohenstein geht man dann der Ausschilderung Süntelturm entlang. Eine Wanderung dauert etwa 1,5 – 2 Std.
  - Der Süntelgeist wurde vom Bürgerverein Bakede kreiert. Er führt Besucher gerne durch Bad Münder, Bakede oder den Süntel und erzählt von seinem sehr langen Leben im Süntel (immerhin seit der letzten Eiszeit).
- Märchenpfad
  - In Arbeit (Stand 2022). Es entsteht ein Pfad mit Märchenfiguren, auf denen via QR-Code das jeweilige Märchen zu entdecken ist.
- Hohenstein
  - Der Steilabsturz des Hohenstein im Süntel ist die mächtigste natürlich entstandene Felswand Niedersachsens. Sie ist rund 350 Meter breit und fällt 50 Meter in die Tiefe. Das turmartige Felsgebilde wird unter anderem auch „der grüne Altar“ genannt. Hier sollen in heidnischer Zeit blutige Tier- und möglicherweise auch Menschenopfer dargebracht worden sein. Eine Wanderung von Bakede bis zum Hohenstein dauert etwa 2 Stunden, dabei kann man einen Teil der „Wege der Sinne“ in seine Wanderung mit einbeziehen. Ortsfremde Wanderer sollten den Weg zum Erlebnispfad nehmen. Von den Benser Eichen, am Ende des Erlebnispfades, ist der Weg ausgeschildert.
- Dachtelfeld
  - Der Name Dachtelfeld stammt aus dem Krieg der Franken gegen die Sachsen um 782 im Zuge der Christianisierung. Dabei geschah, dass die Sachsen die Franken im Norden des Süntels regelrecht „dachtelten“, das heißt verprügelten. Auf dem Dachtelfeld können sie die langsam wachsenden Süntelbuchen bewundern: Die Wanderung führt von Bakede zum Erlebnispfad über die Benser Eichen Richtung Hohenstein, etwa 1 km hinter den Benser Eichen steht eine Hinweisschild Richtung Dachtelfeld. Eine Wanderung von Bakede zum Dachtelfeld dauert etwa 1,5 Stunden.
- Lärchenallee
  - Die Lärchenallee wurde in den letzten Jahren neu gepflanzt. Ursprünglich wurde die Allee 1848 aufgrund einer Gebietsaufteilung angelegt. Die alten Lärchen sind verschwunden. Aus diesem Grund wurden neue Lärchen angeschafft.
- Freibad
  - Durch Bakeder Bürger wurde das Bad 1938 gebaut. Heute betreibt ein Förderverein das Freibad, welches idyllisch am Waldrand liegt. Durch die Parkmöglichkeiten bietet es sich gut als Ausgangspunkt von Wanderungen an.